# Saint-Sulpice-de-Mareuil
Saint-Sulpice-de-Mareuil era un comune francese di 128 abitanti situato nel dipartimento della Dordogna nella regione della Nuova Aquitania. Il 1º gennaio 2017, i comuni di Beaussac, Champeaux-et-la-Chapelle-Pommier, Les Graulges, Léguillac-de-Cercles, Mareuil, Monsec, Puyrenier, Saint-Sulpice-de-Mareuil e Vieux-Mareuil si sono uniti per formare il nuovo comune di Mareuil en Périgord.

## Società

### Evoluzione demografica
Abitanti censiti